# Сахкамень
Сахкамень (укр. Сахкамінь) — посёлок в Каменец-Подольском районе Хмельницкой области Украины.

## История
В июле 1995 года Кабинет министров Украины утвердил решение о приватизации находившегося здесь карьероуправления.
Население по переписи 2001 года составляло 981 человек.

## Местный совет
32320, Хмельницкая обл., Каменец-Подольский р-н, с. Негин